# I Finnerty
I Finnerty (Grounded for Life) è una serie televisiva statunitense trasmessa dalla Fox dal 2001 al 2002 e da The WB dal 2003 al 2005.

## Trama
Sean e Claudia Finnerty sono una coppia cattolica irlandese che si è sposata all'età di 18 anni e che vive a Staten Island, New York, con i loro tre figli: Lily, studentessa liceale; Jimmy, la pecora nera della famiglia, e Henry, il più giovane e ottimista dei tre. Assieme a loro convive anche Eddie, il fratello di Sean.

## Episodi
| Stagione         | Episodi | Prima TV originale | Prima TV Italia |
| ---------------- | ------- | ------------------ | --------------- |
| Prima stagione   | 15      | 2001               | 2005            |
| Seconda stagione | 22      | 2001-2002          | ?               |
| Terza stagione   | 24      | 2002-2003          | ?               |
| Quarta stagione  | 24      | 2003-2004          | ?               |
| Quinta stagione  | 24      | 2004-2005          | ?               |

## Personaggi e interpreti
- Sean Finnerty (stagioni 1-5), interpretato da Donal Logue, doppiato in italiano da Alessandro Quarta.[1]
- Claudia Finnerty (stagioni 1-5), interpretata da Megyn Price, doppiata in italiano da Francesca Fiorentini.[1]
- Eddie Finnerty (stagioni 1-5), interpretato da Kevin Corrigan, doppiato in italiano da Stefano Crescentini.[1]
- Lily Finnerty (stagioni 1-5), interpretata da Lynsey Bartilson, doppiata in italiano da Perla Liberatori.[1]
- Henry Finnerty (stagioni 1-4), interpretato da Jake Burbage, doppiato in italiano da Jacopo Bonanni.[1]
- Jimmy Finnerty (stagioni 1-5), interpretata da Griffin Frazen, doppiata in italiano da Gaia Bolognesi.[1]
- Walt Finnerty (stagioni 1-5), interpretato da Richard Riehle, doppiato in italiano da Ambrogio Colombo.[1]
- Brad O'Keefe (stagioni 1-5), interpretato da Bret Harrison, doppiato in italiano da Alessandro Vanni.[1]

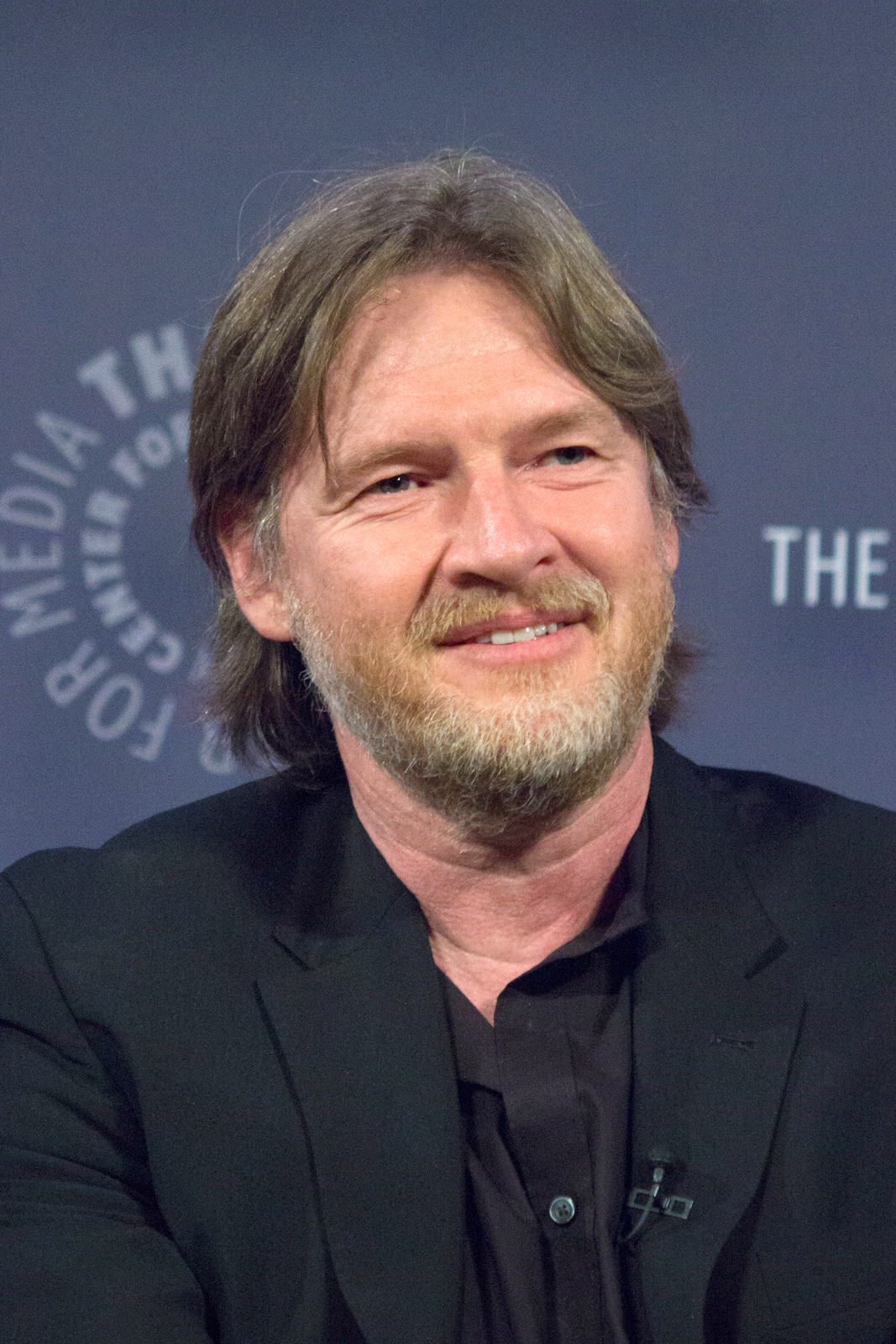
Donal Logue, interprete di Sean Finnerty
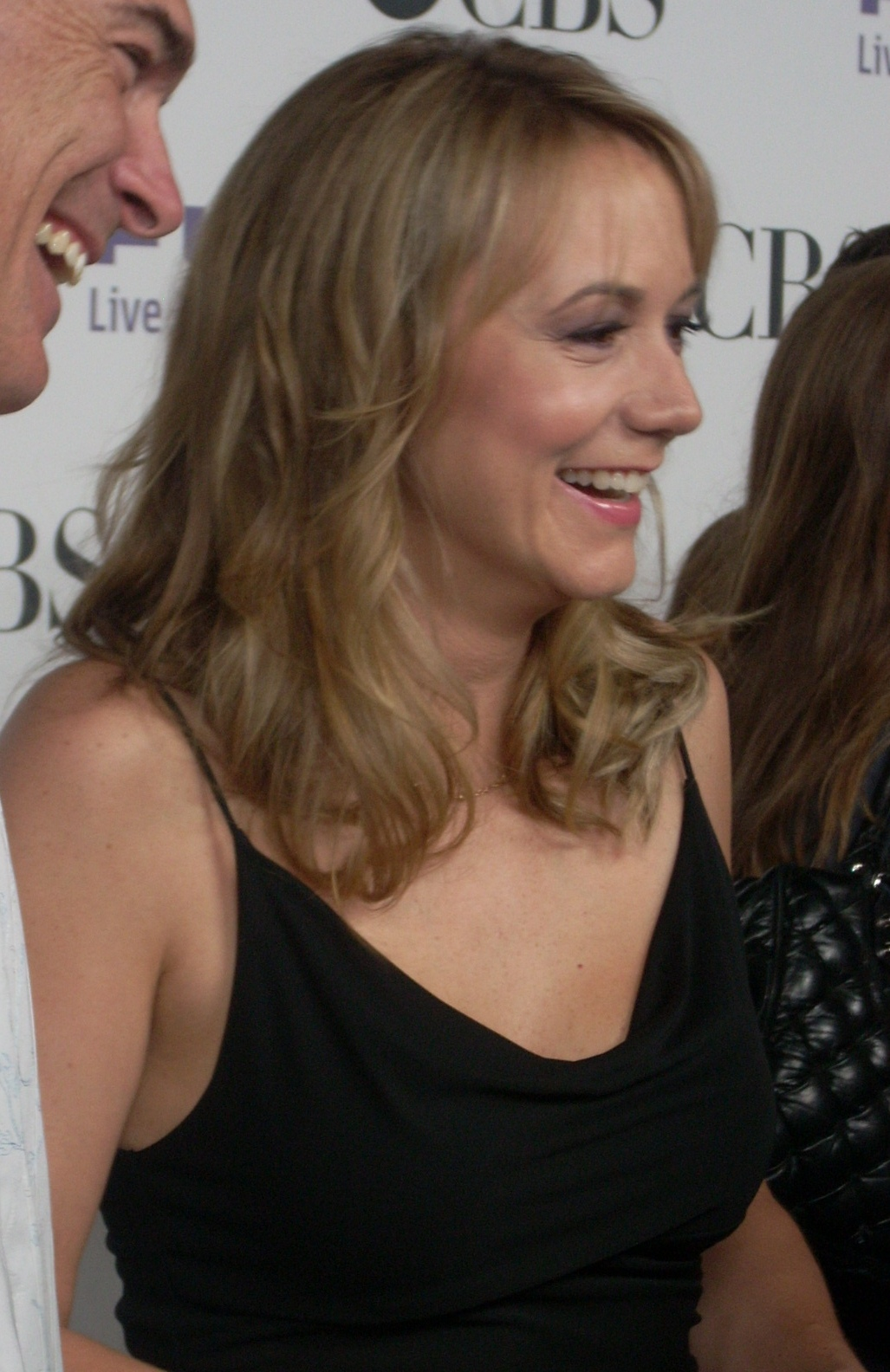
Megyn Price, interprete di Claudia Finnerty
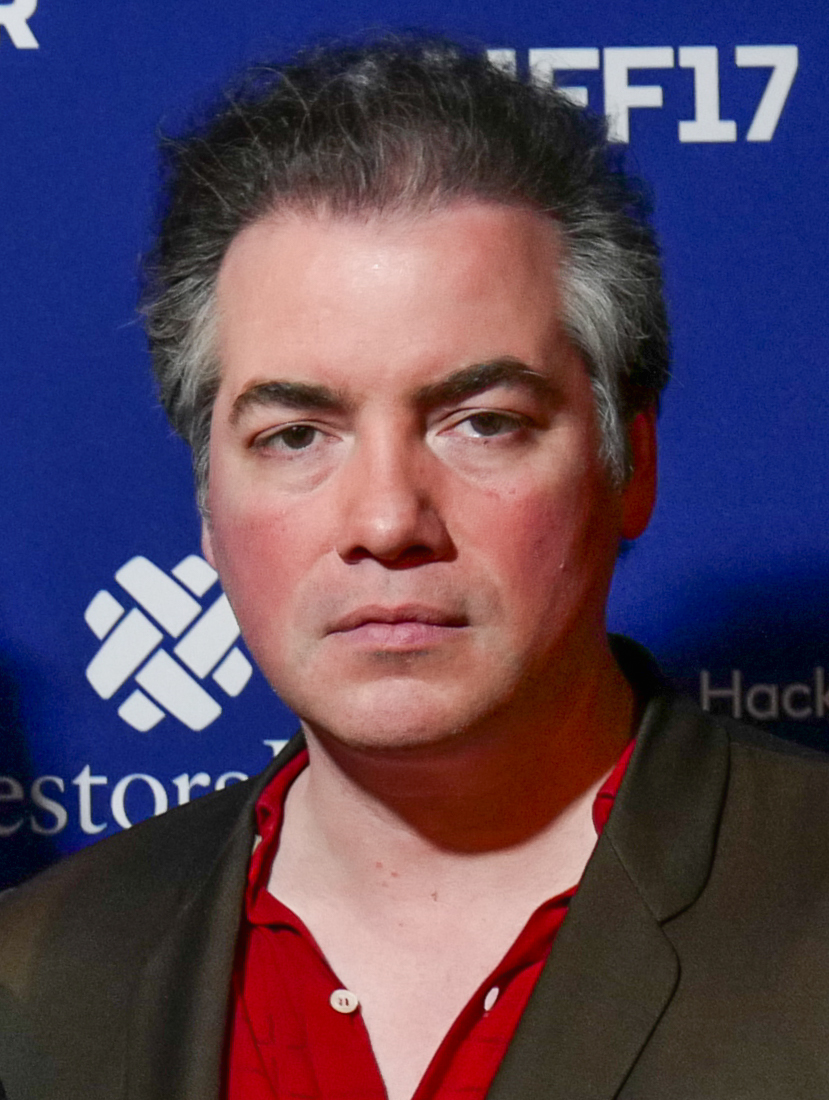
Kevin Corrigan, interprete di Eddie Finnerty
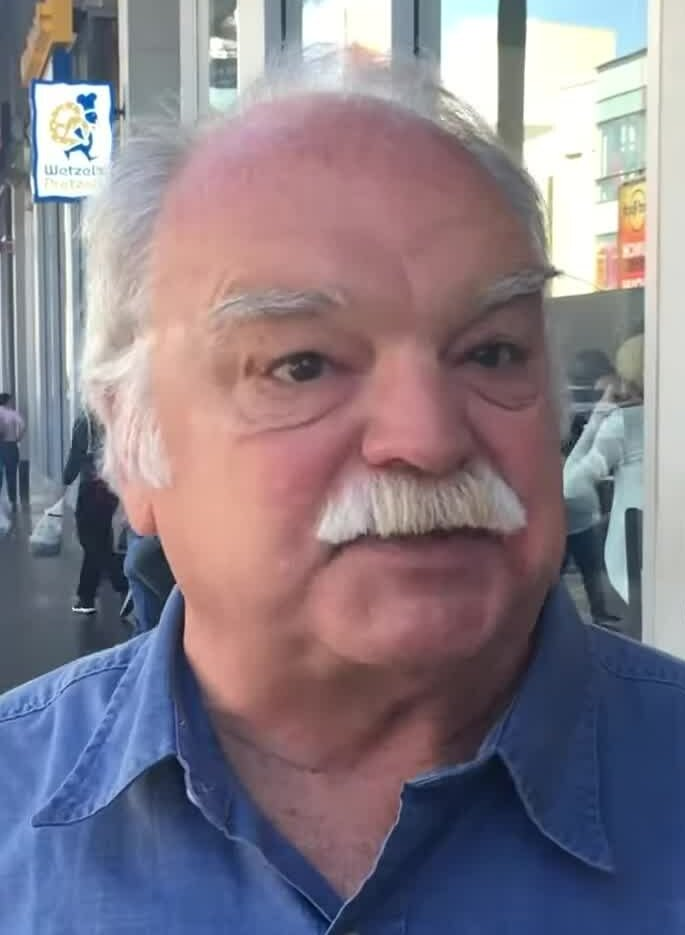
Richard Riehle, interprete di Walt Finnerty

## Produzione
La serie è stata prodotta da Mike and Bill Productions unitamente alla Carsey-Werner-Mandabach.

## Distribuzione
La serie è stata trasmessa negli Stati Uniti originariamente per cinque stagioni, per un totale di 91 episodi, dalla prima stagione alla prima metà della terza stagione dalla rete televisiva Fox, dal 10 gennaio 2001 al 3 dicembre 2002, e dalla seconda metà della terza alla quinta stagione da The WB, dal 28 febbraio 2003 al 28 gennaio 2005.
In Italia è stata trasmessa dal canale satellitare Fox Life dal 10 gennaio 2005. Il doppiaggio italiano è stato effettuato dalla E.T.S. European Television Service
con dialoghi italiani a cura di Emanuela Amato, Francesca Raffi, Orietta Regina ed Emanuela D'Amico; la direzione del doppiaggio è stata affidata a Elio Zamuto, assistito da Ferndanda Piattelli.